# Pseudowintera traversii
Pseudowintera traversii  es una especie de arbusto perteneciente a la familia Winteraceae.

## Descripción
Es un arbusto compacto, de apenas 1 m de altura. Su distribución se limita al rincón noroeste de la South Island, de "Collingwood" a Westport.

## Taxonomía
Pseudowintera traversii fue descrita por  (Raoul) Dandy y publicado en Journal of Botany, British and Foreign 71: 122, en el año 1933.
Sinonimia
- Hymenanthera traversii Buchanan basónimo[2]